# Центральный парк имени Михая Волонтира (Бельцы)
Центральный парк имени Михая Волонтира (рум. Parcul Central „Mihai Volontir”) расположен в центральной исторической части города Бельцы между улицами Индепенденцей, 26 Марта и М. Витязула с занимаемой площадью 86157 м² с внешним периметром в 1283,38 метров.
Называвшийся в советское время условно Котовского и позже Центральный Парк, он был признан без упоминания названия советского времени как Центральный парк памятником архитектуры и включён под номером 39 в секции Бельцы в перечень памятников Молдовы, охраняемых государством. Строительство каких-либо объектов на его территории не должно предполагаться в соответствии с генеральным планом и прилагающимся регламентом Бельц 2005 года.

## Пост-советское время
Аннотации в зелёной зоне Центрального Парка Бельц включают в себя согласно Генплану Бельц 2005 года:
1) номер 57: «церковь» (для земельного участка под церковь было изменено гаазначение земли в этом месте в генплане: внутри из зоны Центрального Парка часть территории выведена из зелёной зоны (3075,10 м.² с периметром 228,33 метров) в зону смешанной деятельности — коммерческая деятельность, менеджерские, технические, профессиональные, коллективные и личные услуги, развлечение, небольшое производство в сегодня на этом месте располагается католический Костел Святых Архангелов освящённый 29 сентября 2010.
2) номер 111: «ресторан»
3) номер 130: «мемориал»